# São Luiz Gonzaga
São Luiz Gonzaga is een gemeente in de Braziliaanse deelstaat Rio Grande do Sul. De gemeente telt 34.999 inwoners (schatting 2009).